# Aliaxandr Hushtyn
Aliaxandr Hushtyn –en bielorruso, Аляксандр Гуштын– (16 de agosto de 1993) es un deportista bielorruso que compite en lucha libre.
Ganó tres medallas en el Campeonato Europeo de Lucha entre los años 2017 y 2019. En los Juegos Europeos de Minsk 2019 obtuvo una medalla de bronce en la categoría de 97 kg.

## Palmarés internacional
| Juegos Europeos    | Juegos Europeos     | Juegos Europeos   | Juegos Europeos |
| Año                | Lugar               | Medalla           | Categoría       |
| ------------------ | ------------------- | ----------------- | --------------- |
| 2019               | Minsk (Bielorrusia) | Medalla de bronce | 97 kg           |
| Campeonato Europeo |                     |                   |                 |
| Año                | Lugar               | Medalla           | Categoría       |
| 2017               | Novi Sad (Serbia)   | Medalla de plata  | 97 kg           |
| 2018               | Kaspisk (Rusia)     | Medalla de plata  | 97 kg           |
| 2019               | Bucarest (Rumania)  | Medalla de plata  | 97 kg           |